# Пригоди бурундучків
«Пригоди бурундучків» (англ. The Chipmunk Adventure) — американський мультиплікаційний фільм 1987 року Джаніс Карман, створений за мотивами мультсеріалу «Елвін і бурундуки». Сценарій був написаний Карман у співавторстві з Россом Багдасаряном-молодшим. Персонажів озвучили Карман, Багдасарян і Доді Гудман. Сюжет розповідає про бурундуків та їхніх сестер, які беруть участь у перегонах на повітряній кулі навколо світу, які є прикриттям для контрабанди діамантів.

## Сюжет
Коли менеджер Дейв Севілль їде у справах до Європи, бурундуки — Елвін, Саймон і Теодор залишаються вдома в Лос-Анджелесі зі своєю нянею, міс Міллер. Пізніше бурундуки та учасниці гурту The Chipettes — Бріттані, Джанетт й Елеонора грають в аркадну гру «Around the World in 30 Days», Елвін і Бріттані починають сперечатися про те, хто виграє справжні перегони навколо світу. Їх підслуховують міжнародні контрабандисти діамантів сестра та брат Клавдія та Клаус Фурштейн, які володіють діамантами на суму 5 мільйонів доларів, які не можна доставити через відсутність кур'єрів, яких би не знав їхній заклятий ворог, Джамал. Клавдія обманює дітей та робить кур'єрами без їхнього відома, запропонувавши взяти участь у справжніх перегонах навколо світу між бурундуками та The Chipettes з призовим фондом у 100 000 доларів. Щоб взяти участь, Елвін хитрістю змушує міс Міллер повірити, що Дейв хоче зустрітись з ними у Європі.
Дві команди вирушили на повітряній кулі за своїми маршрутами з дванадцятьма ляльками, які вони повинні обміняти у певних місцях на інші ляльки. Не знаючи, що вони взяли з собою іграшки з діамантами всередині, а будуть обмінювати на наповнені готівкою. Дворецький Фурштейнів, Маріо, — таємний інформатор Джамала, відправляє двох людей для придбання ляльок. Перша зупинка бурундуків — це Мехіко, де вони приєднуються до фієсти. На Бермудських островах дівчата з гурту пірнають з аквалангом для першого обміну. Для Бріттані підводний світ виявився небезпечним: її майже не з'їла акула. Команди продовжують свої подорожі, обмінюючи ляльки в різних країнах. Люди Джамала стежать за ними, але не можуть отримати іграшки через різні невдачі. Шляхи команд перетинаються в Афінах. Вони намагаються перевершити один одного в музичному виступі в Акрополі, де їх майже помітив Дейв.
Розчарований невдачами своїх людей, Джамал звертається по допомогу до молодого шейха, який наказує своїм найманцям захопити дівчат в Гізі. Замість того, щоб передати їх Джамалу, принц хоче одружитися з Бріттані, і дарує їй пташеня пінгвіна. Дівчата зачаровують кобр, які охороняють ляльок, та втікають на повітряній кулі до Антарктиди, щоб повернути пташеня в сім'ю. Дізнавшись, що вони відхилились від маршруту, Клавдія відправляє своїх головорізів за ними. Дівчата рятуються, але в іграшках знаходять діаманти та готівку, розуміючи, що їх ошукали, вони вирушають в пошуках хлопців. Тим часом бурундуки скорочують шлях, пішовши через джунглі, де їх захоплює плем'я. Теодора вони називають «принцом великим» і змушують Елвіна та Саймона стати його рабами. Незабаром вони дізнаються, що їх потрібно принести в жертву, скинувши в яму крокодилів, але полонених рятують дівчата.
Клавдія виявляє, що Маріо передає інформацію Джамалу, який, як з'ясувалося, — інспектор Інтерполу. Діти приземляються в міжнародному аеропорту Лос-Анджелеса одночасно з рейсом Дейва, бурундуків переслідують Фурштейни, які змушують їх здатися, помилково стверджуючи, що вони викрали міс Міллер. Дейв бачить, як їх забирають і приєднується до Джамала в пошуках. Міс Міллер їде не у той бік вулицею з одностороннім рухом, щоб забрати Дейва з аеропорту, і випадково збиває Фурштайнів. Їх заарештовує Джамал, а діти возз'єднується з Дейвом. Елвін і Бріттані сперечаються, хто виграв перегони, а Елвін засмучує дорослих, вимагаючи обіцяних призових грошей.

## Актори озвучення
| Актор                    | Роль                                               |
| ------------------------ | -------------------------------------------------- |
| Росс Багдасарян-молодший | Елвін, Саймон і Девід Севілль                      |
| Дженіс Карман            | Теодор Севілль, Бріттані, Джанетт й Елеонор Міллер |
| Доді Гудман              | міс Міллер                                         |
| Сьюзен Тайррелл          | Клавдія Фурштейн                                   |
| Ентоні Де Лонгіс         | Клаус Фурштейн                                     |
| Френк Велкер             | собака Фурштейнів Софі                             |
| Кен Сансон               | інспектор Джамал                                   |
| Ненсі Картрайт           | шейх                                               |

## Виробництво
Після успіху свого мультсеріалу на NBC Росс Багдасарян-молодший почав розробляти концепцію повнометражного художнього фільму. Невдача «Чорного казана» «Діснея» в 1985 році призвела до звільнення ряду аніматорів компанії (зокрема Глена Кіна, Дена Гаскетта та Дейва Пруіксма), яких Багдасарян негайно найняв працювати над своїм фільмом.
Багдасарян та його дружина Джаніс Карман вирішили самостійно фінансувати проєкт, отримавши такий великий дохід від мультсеріалу «Елвін і бурундуки». Їхнє рішення працювати з кількома закордонними студіями призвело до великих затримок виробництва. До кінця 1986 року виробництво відстало від розкладу, а нестача часу та фінансування призвело до значних скорочень мультфільму. В одній видаленій сцені бурундуки їхали до Росії.

## Саундтрек
Саундтрек був складений Ренді Едельманом і виконаний бурундуками та The Chipettes; Едельман також додав пісні у фільм. Кілька пісень протягом фільму виконували як бурундуки, так і The Chipettes. 1 квітня 2008 року саундтрек був перевиданий як бонусний компакт-диск з DVD-диском фільму.

### Пісні
1. «Chipmunk Adventure Theme» — Королівський філармонійний оркестр
2. «I, Yi, Yi, Yi, Yi/Cuanto le Gusta» — The Chipmunks
3. «Off to see the world» — The Chipmunks і the Chipettes
4. «Weekend in France, Italy, England, Amsterdam, Greece…» — David Seville and the Chipmunks (інструментальна версія)
5. «The Girls of Rock and Roll» — The Chipmunks і the Chipettes
6. «Flying with the Eagles» — The Chipmunks і the Chipettes (скорочена інструментальна версія приспіву)
7. «Getting Lucky» — The Chipettes
8. «Mexican Holiday» — The Chipmunks (інструментальна версія)
9. «My Mother» — The Chipettes
10. «Wooly Bully» — The Chipmunks
11. «Diamond Dolls» — The Chipettes

Пісні, які були в фільмі, але не з'явились в альбомі
1. «Underwaterture» — Ренді Едельман. Тривала композиція, записана для підводних кадрів. Запис не видавався.
2. «Come On-a My House» — Доді Гудман. Запис не видавався. Співала міс Міллер.
3. «A Matter of Fact» — Electric Light Orchestra. Записаний у 1986 році цим гуртом як музика для частини «Вуличний хуліган». Вперше вийшов як сторона Б до британської версії синглу цієї групи «So Serious» за чотири місяці до виходу фільму. Недоступний у США до 1990 року, до появи у першій колекційній збірці гурту, «Afterglow».
4. «Witch Doctor» — Доді Гудман. Запис не видавався. Співала міс Міллер.

## Випуск
Просувати мультфільм почали за рік до виходу на Каннському фестивалі 1986 року.
Спочатку випуск був запланований на Різдво 1986 року, але він відбувся 22 травня 1987 року за сприяння The Samuel Goldwyn Company та Bagdasarian Productions. У перші вихідні касові збори склали $ 2 584 720, у Північній Америці — $ 6 804 312.

### Домашні медіа
Мультфільм вийшов на VHS у 1988 році, дистриб'ютор — компанія Lorimar Home Video. Warner Home Video випустила його у 1992 році, а Universal Studios Home Video — у 1998 році. 23 травня 2006 року компанія Paramount Home Entertainment випустили на DVD цифрову ремастеринну версію, зроблену з оригінальної 35-мм плівки та подану з об'ємним звуком 5.1. 1 квітня 2008 року відбувся спеціальний DVD-реліз з бонусним компакт-диском (який є диском саундтреків), який відповідає ігровому кіно / комп'ютерній анімації «Елвін і бурундуки» та ще одному DVD тому «Елвін і бурундуки йдуть у кіно». 25 березня 2014 року фільм вперше вийшов на Blu-ray.

## Сприйняття

### Критика
У «Нью-Йорк таймс» Джанет Маслін прокоментувала, що фільм приємний і батькам, і дітям. У своєму «Сімейному посібнику з фільмів по відео» Генрі Геркс схарактеризував фільм як «чарівна, легковажна розвага для молоді» і зазначив, що він нагадує «музичне ревю поп-мелодій». Йоганна Штейнмет з «Чикаго триб'юн» оцінила фільм у три зірки з чотирьох, заявивши, що включення другорядних персонажів (особливо лиходіїв) «[убереже] дорослого глядача від інсулінової кризи». Чарльз Соломон з «Лос-Анджелес таймс» прокоментував: «слухати шість маленьких персонажів, що розмовляють і співають прискореним фальцетом протягом 76 хвилин, стає справжнім випробуванням на витривалість глядача». Соломон також сказав, що лиходії нагадували тих, яких знімав Ральф Бакши, і вони не вписуються у світ бурундуків.
У програмі «Siskel & Ebert & The Movies» Роджер Еберт прокоментував, що анімація трохи краща, ніж у телесеріалі, але розкритикував «тупу та передбачувану» історію фільму, водночас Джин Сіскель критикувала сюжет за те, що він потрапив із мультфільму, який виходив у суботу вранці, особливо через появу The Chipettes. І Еберт, і Сіскель також негативно відгукнулись про сюжет і голоси бурундуків, Еберт порівнював їх з «нігтями на дошці». Сіскель і Еберт врешті-решт оцнили фільм на два великі пальці вниз.
На сайті Rotten Tomatoes фільм має рейтинг схвалення 75 % на основі 8 відгуків, із середньою оцінкою 6,6 / 10.

### Номінації та нагороди
| Нагороди та номінації фільму «Пригоди бурундучків» | Нагороди та номінації фільму «Пригоди бурундучків» | Нагороди та номінації фільму «Пригоди бурундучків» | Нагороди та номінації фільму «Пригоди бурундучків» | Нагороди та номінації фільму «Пригоди бурундучків» | Нагороди та номінації фільму «Пригоди бурундучків» |
| Рік                                                | Кінофестиваль/кінопремія                           | Категорія/нагорода                                 | Номінант                                           | Результат                                          |                                                    |
| -------------------------------------------------- | -------------------------------------------------- | -------------------------------------------------- | -------------------------------------------------- | -------------------------------------------------- | -------------------------------------------------- |
| 1988                                               | Молодий актор                                      | Найкращий анімаційний фільм                        | «Пригоди бурундучків»                              | Номінація                                          |                                                    |